# Falla Passeig

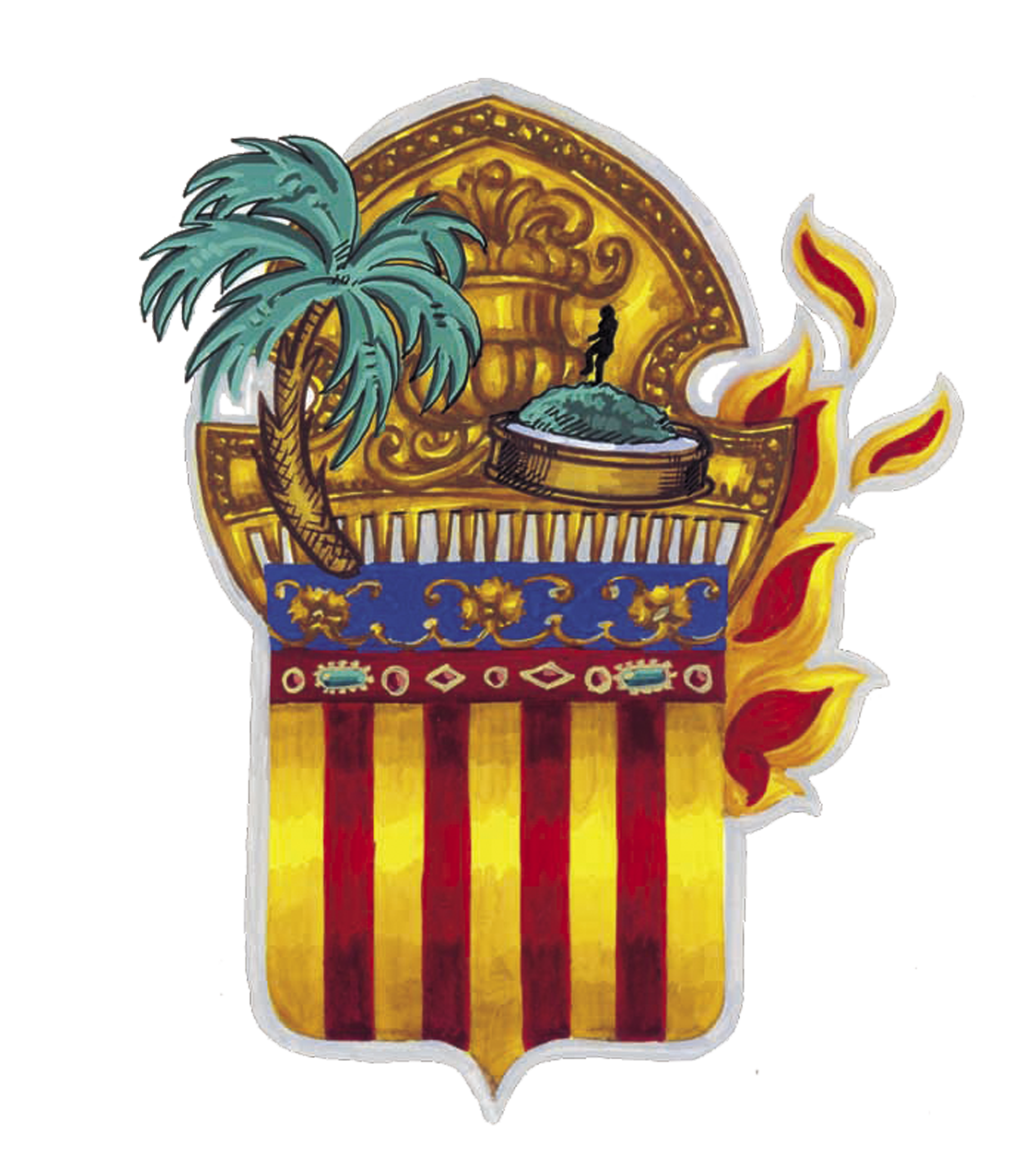
Escut Falla Passeig de Tavernes

La comissió Passeig és una associació fallera de la localitat valenciana de Tavernes de la Valldigna. Va ser fundada l'any 1984 i va celebrar el 2014 el seu trenta aniversari. Actualment té una comissió de 348 fallers (93 infantils i 255 majors).
El nom de la comissió fa referència al lloc on ha plantat sempre les seues falles, al Passeig País Valencià, situat al centre de la població. No obstant això el seu casal es troba al Carrer Nou.

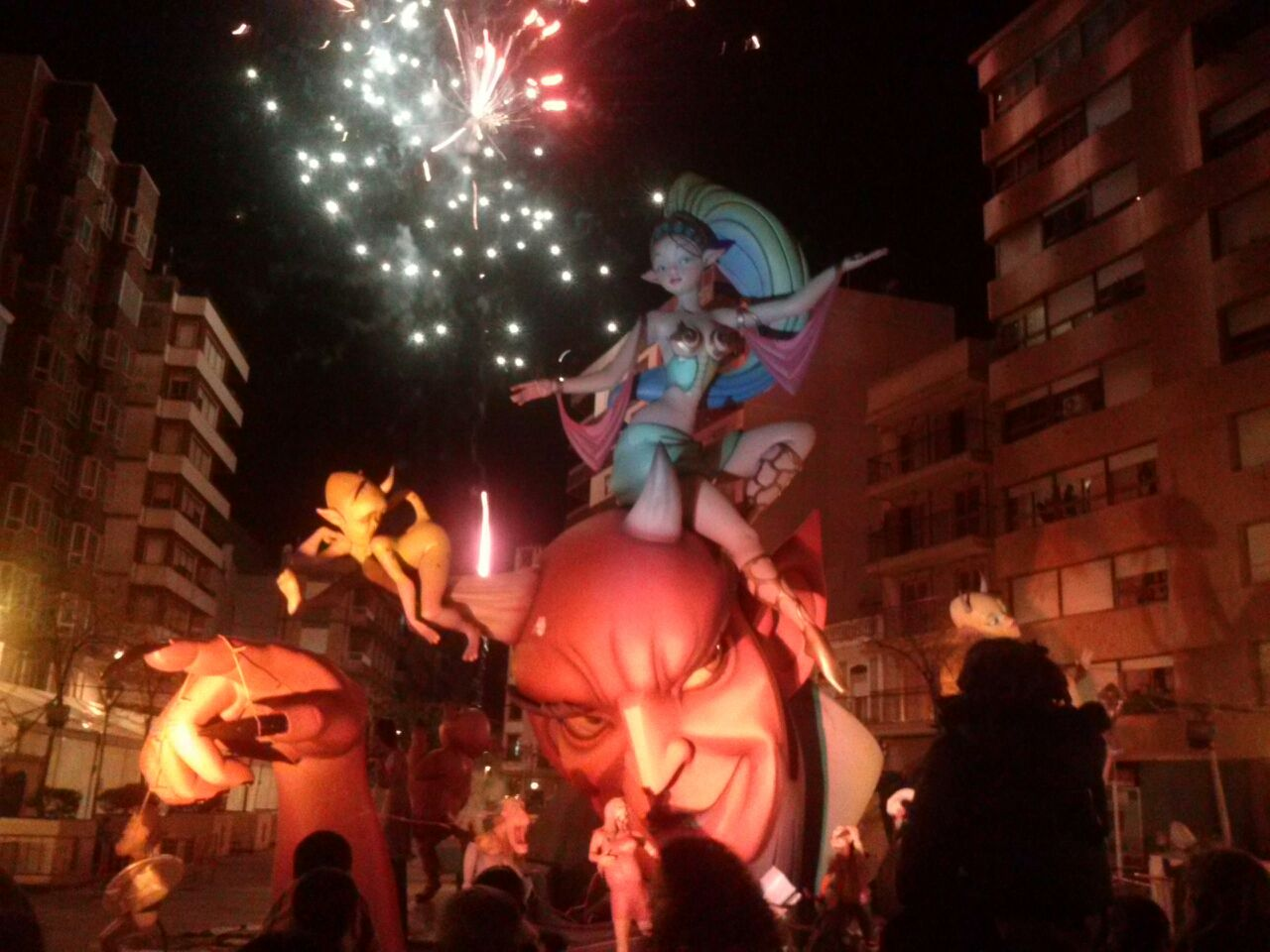
Cremà del monument gran any 2015

## Històric deFalleres Majors[calcitació]
Relació de falleres que han ostentat el càrrec de Fallera Major des de l'any 2010.
| Any  | Nom                        |
| ---- | -------------------------- |
| 2016 | Lorena Martí Palomares     |
| 2015 | Paula Enguix Tormo         |
| 2014 | Alejandra Palomares        |
| 2013 | Maria Salud Martí Magraner |
| 2012 | Celia Martí Ferrando       |
| 2011 | Susana Plancha Blasco      |
| 2010 | Celia Martí Ferrando       |

## Històric de Presidents[calcitació]
Relació de fallers que han ostentat el càrrec de President des de l'any 2010.
|      | 2019                  | Sergio Espibosa Bosch | 2018                       | Óscar Sansaloni Martí     | 2016                      | Óscar Sansaloni Martí      |                           |                         |                    |
| 2015 | Toni Gómez Enguix     |                       |                            |                           |                           |                            |                           |                         |                    |
| 2014 | Toni Gómez Enguix     |                       |                            |                           |                           |                            |                           |                         |                    |
| 2013 | Julián González       |                       |                            |                           |                           |                            |                           |                         |                    |
| 2012 | Julián González       |                       |                            |                           |                           |                            |                           |                         |                    |
| 2011 | Batiste Salinas Martí |                       |                            |                           |                           |                            |                           |                         |                    |
| 2010 | Batiste Salinas Martí | 2009                  | Batiste Salinas Martí 2008 | Emilio Fonseca Martí 2007 | Emilio Fonseca Martí 2006 | Andreu Serra Vendrell 2005 | Sergi Espinosa Bosch 2004 | Javier Martí Martí 2003 | Javier Martí Martí |